# Scranton Wochenblatt
Das Scranton Wochenblatt war eine deutschsprachige US-amerikanische Wochenzeitung, die von Januar 1865 bis August 1918 in Scranton, Pennsylvania erschien.

## Geschichte
Das Scranton Wochenblatt wurde herausgegeben und verlegt von Friedrich Wagner. Im Impressum der Ausgabe vom 10. Januar 1901 gab das Blatt an, die größten Auflage aller deutschen Zeitungen in Lackawanna County zu haben. Die Auflage erreichte 1910 einen Höchststand von 1.250 Exemplaren und lag 1918, dem letzten Jahr des Erscheinens, bei 1.200.
Der Herausgeber und Eigentümer Friedrich Wagner wurde 1838 in Anweiler geboren und emigrierte mit seinem Vater Joseph in die Vereinigten Staaten. Er erlernte das Druckhandwerk bei Robert Baur aus Wilkes-Barre und gründete im Januar 1865 das Scranton Wochenblatt.  Die Familie Wagner war während des gesamten Bestehens des Scranton Wochenblatts an diesem beteiligt, mit Ausnahme der Jahre 1876–80, als August Stutzbach Herausgeber und Eigentümer war. Sein Sohn Frederick A. Wagner übernahm die Zeitung 1891 und blieb „Eigentümer und Verleger“.
Das achtseitige Wochenblatt war die älteste und am längsten erscheinende deutschsprachige Zeitung in Scranton. Seine politischen Sympathien galten in der Regel den Demokraten oder den Unabhängigen. Vor dem Ersten Weltkrieg konzentrierte sich das Scranton Wochenblatt hauptsächlich auf lokale Angelegenheiten, obwohl jede Ausgabe auch einen nationalen und internationalen Teil enthielt. Die Berichterstattung über nationale Themen unterschied sich kaum von der in englischsprachigen Zeitungen. In den internationalen Nachrichten wurden Entwicklungen von allgemeinem Interesse" in den deutschen Staaten hervorgehoben, wobei die Politik kaum erwähnt wurde. Zu den Kolumnen und Feuilletons gehörten Fortsetzungsromane, Kochrezepte und ausführliche Artikel über Kultur und Religion. Die Werbeanzeigen ähnelten denen anderer amerikanischer Zeitungen, waren aber auf Deutsch verfasst.
Mit dem Ausbruch des Ersten Weltkriegs änderte sich die politische Situation. Wie andere deutsch-amerikanische Zeitungen zeigte das Scranton Wochenblatt eine ausgeprägte Sympathie für die Mittelmächte (Deutschland, Österreich-Ungarn, das Osmanische Reich) und war misstrauisch gegenüber den Mitgliedern der Triple Entente (Frankreich, Großbritannien, Russland) – insbesondere dem zaristischen Russland. Das Scranton Wochenblatt hob sich von den anderen deutschsprachigen Zeitungen ab, indem es nach der Ermordung von Franz Ferdinand im Jahr 1914 öffentlich seine „tiefe persönliche Sympathie“ für den österreichisch-ungarischen Kaiser Franz Joseph I. zum Ausdruck brachte. Mit Fortdauer des Krieges ging die ursprüngliche Objektivität der deutsch-amerikanischen Zeitungen in eine zunehmend defensive Haltung über. Als beispielsweise 1915 ein deutsches U-Boot die Lusitania versenkte, meldeten die deutsch-amerikanischen Zeitungen die 1.198 Todesopfer (darunter 119 Amerikaner), die dabei ums Leben kamen. Sie stellten jedoch auch fest, dass das britische Schiff auch Waffen an Bord hatte. Eine Schlagzeile lautete: „Viele Munition an Bord.  Passengers. Vor Abfahrt gewarnt“. Das Wochenblatt stellte sich offen auf die Seite der Mittelmächte, als es die Kriegserklärung Italiens an Österreich im Jahr 1915 als „Verrat“ bezeichnete.
Die deutsch-amerikanische Presse erkannte, dass die Sympathien der Wilson-Administration auf Seiten der Entente lagen, und unterstützten die Wahrung der amerikanischen Neutralität. Die deutschsprachigen Zeitungen versuchten, der britischen Propaganda ein positives Bild von Kaiser Wilhelm II. und dem deutschen Volk entgegenzusetzen. Ihre Botschaft ging jedoch nicht über ihre eigenen deutsch-amerikanischen Leser hinaus. Nach dem Kriegseintritt Amerikas im April 1917 reagierten die deutsch-amerikanischen Zeitungen mit Bekenntnissen zur amerikanischen Loyalität. Doch angesichts des Aversion der Bevölkerung auf alles Deutsche war diese Strategie wenig hilfreich. Wie viele andere deutschsprachige Zeitungen war auch das Scranton Wochenblatt gezwungen, seinen Betrieb einzustellen. In der letzten Ausgabe vom 29. August 1918 heißt es: „Ohne genügende Anzeigen kann keine Zeitung bestehen.“ Da „alles Deutsche“ unter Verdacht stand, gab es keine Werbeeinnahmen mehr. Das Scranton Wochenblatt erklärte, dass seine einzige Alternative darin bestehe, seine Türen zu schließen, bis „das deutsche wieder zu Ehren gelangen wird“.